# Akio Sato
Akio Sato (1 de febrero de 1953) es un retirado luchador profesional japonés. Trabajó para diversas empresas incluyendo World Wrestling Federation y American Wrestling Association.
Entre sus logros destacan haber conseguido 5 reinados como Campeón Internacional en Parejas de la AWA junto con Tarzan Goto y fue conocido por ser parte de la pareja The Orient Express.

## Carrera

### Comienzos
Akio Sato hizo su debut en la lucha libre profesional en la antigua Japan Pro Wrestling Alliance pero abandonó la promoción en 1972 para cofundar (con Giant Baba) la All Japan Pro Wrestling. Ha mediado de la década de 1970, Sato viajó a los Estados Unidos y compitió en NWA Central States. La primera vez que Sato atrajo la atención de los fanes cuando junto a Bob Geigel se enfrentaron a The Viking y Jerry Oates. El 19 de febrero de 1976 el equipo de Sato con Geigel consiguieron el Campeonato Mundial en Parejas de la NWA.

### All Japan Pro Wrestling
Después de adquirir experiencia en Estados Unidos, Sato regresó a Japón y comenzó a trabajar para la All Japan Pro Wrestling. El 11 de junio de 1981, junto con Takashi Ishikawa derrotaron a Kerry y David Von Erich ganando el Campeonato Asiático en Parejas de la AJPW. Retuvieron los títulos por 18 meses hasta que fueron obligados a abandonar los títulos debido a una lesión de Sato. Sato e Ishikawa volvieron a ganar los campeonatos tras ganar la vacante después de derrotar a Animal Hagamuchi y Masanobu Kurisu en abril de 1985 perdiendo los títulos tres meses más tarde.

### Regreso a Estados Unidos
En 1986, Sato regresó a los Estados Unidos volviendo a NWA Central States donde ganó una batalla real de 15 hombres por el Campeonato de la Televisión de los Estados Centrales de la NWA en marzo de 1986. 3 meses más tarde perdió el título ante Mike George y abandonó la promoción. Sato ingresó a la Continental Wrestling Association donde junto con Tarzan Goto formaron una pareja formidable ya que juntos ganaron el AWA/CWA International Tag Team Championship 5 veces.
Sato de nuevo volvió a participar en los últimos meses de la NWA Central States donde ganó el Campeonato Peso Pesado de los Estados Centrales de la NWA. Luego de que la promoción cerrara Sato se fue a la American Wrestling Association.
Dentro de la AWA, Sato fue apodado como “Asesino Asiático”. En febrero de 1989, Sato participó en una batalla real por el Campeonato Mundial de la AWA la cual ganó Larry Zbyszko. Luego Sato tendría un feudo contra Greg Gagne por el Campeonato Internacional de la Televisión de la AWA sin éxito. Cuando el fin de la AWA se acercaba, tuvo un feudo contra Pat Tanaka y Paul Diamond.

### World Wrestling Federation
Debido a la fama que había conseguido, Sato firma por primera vez para trabajar en la World Wrestling Federation. En los primeros años de la década de 1990 hizo pareja con su ex enemigo Pat Tanaka para formar el equipo llamado The Orient Express con Mr. Fuji como Mánager. Durante este tiempo Sato introdujo la técnica Sitout Powerbomb en la lucha libre americana. The Orient Express tuvieron un feudo con The Rockers que comenzó en Wrestlemania VI y que duró más de un año.
Después de Wrestlemania VI, Tanaka y Sato solo aparecieron en dos PPV de la WWF. El primero de los dos fue Summerslam 1990 donde fueron derrotados por “Hacksaw” (Jim Duggan y Nikolai Volkoff). El segundo fue Survivor Series 1990, donde Sato fue eliminado por Butch Miller y Tanaka eliminado por Tito Santana.
Cuando Sato decidió abandonar su participación en la lucha libre norteamericana a finales de 1990, bajo una máscara y con un nombre nuevo “Kato” reactivo el equipo “The Badd Company” junto con Pat Tanaka pero luego de unos cuantos encuentros juntos Sato finalmente abandono la WWF.

### Retiro
Sato se retiró de la competencia entre 1992 y 1993 aunque volvió temporalmente a la WWF a finales de 1994 como mánager del también japonés Hakushi, utilizando maquillaje facial blanco y el nombre Shinja (シンジャ Shinja?, Creyente). La última aparición de Akio Sato fue en la edición de Raw del 24 de julio de 1995, cuando recibió una piledriver por parte de Bret Hart.

## En lucha
- Movimientos finales
  - Layback (Bridging belly to back suplex side slam)
  - Japanese Vegomatic (Sitout powerbomb)

- Movimientos de firma
  - Arm twist seguido de hook kick

- Managers
  - Tojo Yamamoto
  - Mr. Fuji
- Luchadores dirigidos
  - Hakushi

## Campeonatos y logros
- All Japan Pro Wrestling
  - AJPW All Asia Tag Team Championship (2 veces) – con Takashi Ishikawa
- Central States Wrestling
  - NWA Central States Heavyweight Championship (1 vez)
  - NWA Central States Television Championship (1 vez)
  - NWA World Tag Team Championship (Central States version) (1 vez) - con Bob Geigel
- Continental Wrestling Association
  - CWA/AWA International Tag Team Championship (5 veces) – con Tarzan Goto
- NWA Western States Sports
  - NWA Western States Tag Team Championship (4 veces) – con Mr. Pogo (2), John Tolos (1), and Mr. Kiyomoto (1)